# Heed
Heed är ett heavy metal-band från Sverige, som skapades 2004 av de två gamla Lost Horizon-medlemmarna Daniel Heiman (sång) och Fredrik Olsson (gitarr) med Mats Karlsson (trummor) och Jörgen Olsson (basgitarr). De spelade in sitt första och enda studioalbum, The Call, som släpptes i Japan den 21 oktober, 2005 och i Europa den 14 juni 2006.
Efter skivsläppet i Japan hoppade Jörgen och Mats av Heed, för att deras musikaliska mål kolliderade med Daniels och Fredriks, bandets grundare och låtskrivare. De ersattes med Tommy Larsson (basgitarr) och Ufuk Demir (trummor). I samma veva tog de in ännu en gitarrist - Martin Andersson.

## Medlemmar
Senaste medlemmar
- Daniel Heiman – sång (2004–2008)
- Fredrik Olsson – gitarr (2004–2008)
- Martin Andersson – gitarr (2006–2008)
- Tommy Larsson – basgitarr (2006–2008)
- Patrik Räfling – trummor (?–2008)

Tidigare medlemmar
- Jörgen Olsson – basgitarr (2005–2006)
- Mats Karlsson – trummor (2005–2006)
- Ufuk Demir – trummor (2006–?)

## Diskografi
The Call (2006)
1. Heed Hades
2. I Am Alive
3. Last Drop of Blood
4. Ashes
5. Enemy
6. Salvation
7. Tears of Prodigy
8. The Other Side
9. Hypnosis
10. Moments
11. The Permanent End Celebration
12. Nothing
13. The Flight (bonuslåt på den japanska utgåvan)